# Vrijheidspark (Drachten)
Het Vrijheidspark is een kleinschalig park in de wijk Vrijburgh in de Friese plaats Drachten.
Het park, gelegen aan de straat Zilverschoon, is een blijvende herinnering aan de Tweede Wereldoorlog en een eerbetoon aan alle inwoners van Smallingerland die in de bezettingsjaren streden voor vrijheid. In het park kan een herdenking of viering plaatsvinden, maar het is het hele jaar vrij toegankelijk als rust- en inspiratieplek voor iedereen. Het Vrijheidspark vormt een onderdeel van de groene zone rond de wijk Vrijburgh.

## Geschiedenis
Het Vrijheidspark is een initiatief van de cultuurhistorische stichting 'Smelne’s Erfskip'. Het plan kwam tot stand in samenwerking met de gemeente, wijkbewoners, 'Kunst Collectief Tegendraads' en onderwijsinstellingen.
Op Bevrijdingsdag 2021 werd het startsein gegeven voor de aanleg. De officiële opening van het park was een jaar later gepland op 14 april, de dag waarop de Royal Canadian Dragoons Smallingerland in 1945 kwamen bevrijden. Door wateroverlast als gevolg van hevige regenval moest de opening met een jaar worden uitgesteld. Uiteindelijk werd op 14 april 2023 het Vrijheidspark officieel geopend door burgemeester Jan Rijpstra.

## Beschrijving
Aan beide zijden van het betonpad in het park staan negentig kersenbomen die symbool staan voor de ongeveer negentig inwoners van Smallingerland die in de Tweede Wereldoorlog actief betrokken waren bij het verzet. Naast het pad liggen veeroosters die staan voor de ruggengraat van de goedwillenden in de oorlogstijd: een ruggengraat die wel buigt, maar nooit breekt. Op de langs het looppad geplaatste informatiepanelen is te lezen wat er in een specifiek oorlogsjaar gebeurde in de wereld, in Nederland en in Smallingerland. Studenten van ROC Friese Poort hebben voor het ontwerp gezorgd. Ook is er een paneel gewijd aan de Canadese bevrijders. Voor het einde van het pad openbaart zich de open ruimte en ontstaat zicht op de bevrijding. Bij de daar gecreëerde pingoruïne staat het kunstwerk 'Zeven dagen per week'. Het werk met de silhouetten van zeven mannen- en zeven vrouwengezichten ís gemaakt van cortenstaal en ontworpen door Margôt Ritman.
Reidingpark · 
Slingepark · 
Thalenpark · 
Van Haersmapark · 
Vrijheidspark

Parken in Friesland